# 瓦迪阿奇奇
瓦迪阿奇奇（Wadi ACC），是印度卡纳塔克邦Gulbarga县的一个城镇。总人口4706（2001年）。

## 人口
该地2001年总人口4706人，其中男性3072人，女性1634人；0—6岁人口266人，其中男139人，女127人；识字率78.41%，其中男性为82.39%，女性为70.93%。